# Lelià
Ulpi Corneli Lelià (llatí: Ulpius Cornelius Laelianus) va ser un usurpador del tron imperial gal. Formava part de la gens Cornèlia, una antiga família romana, i segurament de la gens Úlpia, que procedia d'Hispània.
Trebel·li Pol·lió l'esmenta en quart lloc a la seva obre sobre els trenta tirans, amb el nom de Lol·lià. Segons la Història Augusta, Lelià va ser el cap d'una revolta que va enderrocar a Pòstum I a les Gàl·lies, i després va defensar amb èxit la regió contra els germànics fins que els seus propis soldats li van donar mort quan es van amotinar, degut a la severa disciplina que els havia imposat. Els amotinats van proclamar emperador Victorí. Això hauria passat als voltants de l'any 267. Víctor l'anomena Lelià a un lloc i Elià a un altre. Eutropi l'anomena Luci Elià.
En realitat probablement Lelià s'autoproclamà emperador l'any 268 a Magúncia. Encara que la seva posició exacta dins la cadena de comandaments de l'exèrcit és desconeguda, se suposa que era un oficial sota les ordres de Pòstum I. Lelià suposà un gran perill per a Pòstum a causa de les dues legions que ell comandava. No obstant això, la seva rebel·lió i el càrrec d'emperador només va durar aproximadament els dos mesos previs al seu assassinat. El setge de Magúncia també havia estat funest per a Pòstum: seria assassinat, probablement perquè havia denegat el permís a les seves tropes de saquejar la ciutat conquerida.
Se sap ben poc de Lelià. Portava el mateix cognom que una destacada família aristocràtica d'Hispània, els Ulpis, de la qual Trajà en va formar part i molt probablement també Lelià. Aquesta possibilitat es fonamenta en una pista trobada en un aureus, on es pot veure la forma d'Hispània amb un conill recolzant-s'hi. Si realment hagués format part de la família de Trajà, segurament aquesta hauria estat la causa perquè Hispània acabés, després la mort de Pòstum, aliant-se amb l'emperador Claudi II.
El seu nom es troba escrit de diverses maneres i cal considerar com a prova principal les monedes que s'han trobat i que estaven fetes segons els experts a la mateixa seca que les de Pòstum, que porten a l'anvers la llegenda IMP. C. LAELIANUS. P. F. AUG., o IMP. C. ULP. COR. LAELIANUS. Una medalla considerada autentica que formà part de la col·lecció del príncep de Waldeck, portava la llegenda IMP. C. LOLLIANUS P. F. AUG. Altres monedes d'època semblant però que podria no ser el 267, porten la llegenda IMP. C. Q. VALENS. AELIANUS. P. AUG. i al revers JOVI. CONSER. AUGG. (indicant una sobirania compartida). Aquesta darrera podria correspondre al Aelianus (Elià) que juntament amb Amandus va encapçalar la rebel·lió dels bagaudes en el regnat de Dioclecià.